# Monochamus subgranulipennis
Monochamus subgranulipennis là một loài bọ cánh cứng trong họ Cerambycidae.